# Peter Hiort Lorenzen
Peter Hiort Lorenzen (født 24. januar 1791 i Haderslev, død 17. marts 1845 sammesteds) var en dansk/slesvigsk politiker og købmand. Han var far til Johan Frederik Lorenzen og H.R. Hiort-Lorenzen. Søn af Haderslev amtsforvalter Thomas Lorenzen (1754–1834) og Martha Hiort (1770–1842).

## Uddannelse og virke som købmand
Lorenzen var elev i Flensborg lærde skole fra 1801, kom i handelslære hos købmand Peter Clausen Stuhr i Flensborg, overtog 1812 morfaderens, rådmand Peter Hiorts sukkerraffinaderi i Haderslev, som han dog efter nogle års forløb måtte opgive, bl.a. på grund af de vanskelige toldforhold, etablerede derpå en købmands- og landhandel i Haderslev, som han drev indtil 1845, da han 1. februar måtte lukke efter at have opnået akkord med sine kreditorer.

## Politisk virke
Han valgtes i september 1834 som deputeret for byen Haderslev til medlem af stænderforsamlingen for Hertugdømmet Slesvig, nedlagde hvervet i august 1840, på ny valgt i Sønderborg i januar 1841. Medlem af Haderslev deputerede Borgeres Kollegium 1835.
Peter Hiort Lorenzen skrev fra 1830 en række artikler om sociale, økonomiske og politiske emner i hertugdømmernes presse, således især i det af Th. Olshausen redigerede Kieler Korrespondenzblatt; sine udpræget liberale anskuelser fik han styrket under et besøg i England i 1837, hvor han så den parlamentariske regeringsform i funktion og navnlig var i forbindelse med liberale kredse. I overensstemmelse hermed søgte han at gøre Deputeretkollegiet i Haderslev til det centrale led i byens forfatning og få forsamlingen og magistraten valgt af alle grundejere, og i stænderforsamlingen sluttede han sig til den liberale fløj, der arbejdede for Uwe Jens Lornsens forfatningsprogram, og blev hurtigt en af gruppens førere.
Lorenzen ønskede på dette tidspunkt en folkelig grundlov for begge hertugdømmer i union med kongeriget, men uden Slesvigs optagelse i Det Tyske Forbund. I 1836 fik han gennemført forslaget om offentlighed i stænderforsamlingerne og om trykkefrihedssagernes afgørelse ad retslig vej; den frie forfatning og kravet om en særlig slesvig-holstensk finansminister lod sig derimod ikke gennemføre mod godsejernes og bureaukratiets flertal. 1838 fremlagde han under forsamlingens protest i stænderforsamlingen et landkort, hvor "Sønderjylland" var opført som en del af Danmark, krævede dansk retssprog indført i de distrikter, hvor kirke- og skolesproget var dansk, adskillelse mellem kongerigets og hertugdømmernes finanser, samt ændret patrimonial- og jagtlovgivning; denne modstand, hans forslag mødte hos Hertugen af Augustenborg, medførte personligt fjendskab mellem de to mænd.

### Krav om dansk som ligestillet sprog
I 1840 besluttede Lorenzen, der nu var i nærmere forbindelse med kongerigets liberale, at bryde helt med slesvig-holstenismen og tilstræbte konstitutionel frihed for Hertugdømmet Slesvig i forbindelse med kongeriget. Han nedlagde derfor mandatet som stænderdeputeret, men vedligeholdt forbindelsen med de nordslesvigske bønder i forsamlingen og var gennem Nis Lorenzen deres faktiske leder. Ved valgene i Sønderborg fik han på ny sæde i stænderforsamlingen og bekæmpede med kraft de slesvig-holstenske ønsker om en Augustenborgsk arvefølge og Slesvigs optagelse i Det Tyske Forbund. Under påvirkning af Christian Flor skærpede Lorenzen det følgende år situationen, idet han 11. november 1842 på dansk erklærede, at han herefter ville betjene sig af dette sprog, og forlangte, at de danske taler skulle føres til protokols jævnsides de tyske.
Under den rådvildhed, der greb forsamlingens flertal, anerkendte præsidenten, etatsråd Nicolaus Falck, hans ret hertil, men i de følgende dage lod han sig overbevise af flertallets argumenter, og 16. november forbød han Lorenzen anvendelsen af det danske sprog. Lorenzen påkaldte den danske kommissarius' bistand, men Falck viste ham derpå ud, hvorved Lorenzen erklærede kun at ville vige for fysisk overmagt. Sagen blev foreløbigt afgjort ved, at der indrømmes ham ret til at møde i salen med at afholde sig fra at tale, indtil Kongens afgørelse forelå, og 2. december kom så kongeligt reskript, der fastsatte, at de dansktalende stænderdeputeredes naturlige rettigheder skulle iagttages, og opfordrede stænderne til at indgive betænkning om, hvorledes dette kunne ske, og deres taler optages til protokols i tysk oversættelse.
Lorenzen opholdt sig i december 1842 og januar 1843 i København, hvorunder alliancen mellem ham og de liberale yderligere fæstnedes, og hvorunder han blev hyldet ved en fest på skydebanen 4. januar 1843. 21. februar hyldede de nordslesvigske bønder ham i Sommersted, og 18. maj overrakte kammerråd J.C. Drewsen ham på den første Skamlingsbankefest fra taknemmelige medborgere et "af gode danske markstykker kunstigt forarbejdet sølvdrikkehorn" med inskriptionen "Han vedblev at tale dansk" – de ord, hvormed stænderforsamlingens protokolfører havde refereret hans tale. 12. juni 1843 deltog han i stiftelsen af den slesvigske forening.
Den endelige afgørelse i sprogspørgsmålet kom imidlertid med patent af 29. marts 1844, hvorved det kun blev de deputerede, som ikke kunne det tyske sprog tilstrækkeligt, tilladt at tale dansk i stænderforsamlingen. Lorenzen erklærede da 17. maj "at være afskåret fra at give møde", så længe denne bestemmelse opretholdtes, og 12. juni fik han den slesvigske forenings generalforsamling til at vedtage den såkaldte Protokolstrakt, der medførte foreningens lukning og tiltale mod bestyrelsen. 27. oktober tilbagesendte Lorenzen drikkehornet med den motivation, at han følte sig svigtet af giverne.

### Deltagelse i optøjer
Hans voldsomme tale 2. januar 1845 for flaget ved kronprinsens besøg i Haderslev, hvorved det kom til håndgribeligheder, medførte hans udelukkelse af borgerforeningen og en rådsstuedom, der pålagde ham en bøde på 120 rigsdaler. Hans forretnings tilbagegang og endelige standsning var en direkte følge af den politiske modsætning mellem ham og slesvig-holstenerne i Haderslev, og man forsøgte endvidere at få ham udelukket af Borgerkollegiet, hvad provinsregeringen på Gottorp dog modsatte sig. Trods den misstemning, hans deltagelse i et slagsmål i et offentligt lokale i Haderslev vakte nord for Kongeåen, genoptog Lorenzen dog sin politiske virksomhed under den midlertidige standsning af sagen med den slesviske forening, men 17. marts 1845 døde han midt under kampen efter få dages sygeleje af en lungebetændelse.

### Eftermæle
Peter Hiort Lorenzen er en af de 18 mænd der er nævnt på Skamlingsbankestøtten
- Statue i Haderslev udført af Carl Mortensen 1928
- Gravsten på Klosterkirkegården i Haderslev
- Mindetavle på Møllepladsen 2 i Haderslev